# Slack (software)
Slack è un software che rientra nella categoria degli strumenti di collaborazione aziendale utilizzato per inviare messaggi in modo istantaneo ai membri del team.

## Storia
Il software Slack è stato ideato da Stewart Butterfield, co-fondatore di Flickr, nel 2013. Nel 2014 viene ufficialmente lanciato al pubblico, registrando nella prima settimana 120.000 utenti giornalieri. Entro la fine del 2014 Slack si attestava ad un valore di 1,2 miliardi di dollari, cifra che la rese startup con il tasso di crescita più rapido di sempre. A febbraio 2015 Slack raggiunse 500.000 utenti attivi giornalmente e 60.000 team attivi. Nel 2017 la piattaforma ha raggiunto 1,25 milioni di utenti attivi giornalmente e 35 milioni di dollari di ricavi annuali. Il 20 giugno 2019 la società sviluppatrice del software, Slack Technologies, si è quotata in borsa (NYSE: WORK).
Il 1º dicembre 2020, Salesforce ha annunciato l'acquisizione di Slack per 27,7 miliardi di dollari.

## Funzionalità
Una delle funzioni di Slack è la possibilità di organizzare la comunicazione del team attraverso canali specifici, canali che possono essere accessibili a tutto il team o solo ad alcuni membri. È possibile inoltre comunicare con il team anche attraverso chat individuali private o chat con due o più membri.
Grazie all'integrazione con diverse applicazioni è possibile aumentare le prestazioni del software e la produttività del team. All'interno della piattaforma si possono infatti utilizzare Google Drive, Trello, GitHub, Google Calendar ed altre applicazioni popolari.

## Compatibilità
Slack è fruibile da tutti i dispositivi iOS, Android, Windows come applicazione e da web browser.